# Carrer de Vista Alegre (Gósol)
Carrer de Vista Alegre és una obra de Gósol (Berguedà) inclosa a l'Inventari del Patrimoni Arquitectònic de Catalunya.

## Descripció
El carrer Vista Alegre és un dels més característics de la població així com a ben conservats. Està situat aprofitant el desnivell d'un petit turó, les cases responen totes a una tipologia comuna d'alta muntanya; cases amb parament de pedra, murs gruixuts, de dos o tres pisos com a molt amb coberta de teula àrab.

## Història
La indústria tèxtil de les mantes de Gósol, ja d'origen medieval, prosperà àmpliament durant els segles xvii i XIX, obrint noves possibilitats d'expansió a la vila. A poc a poc es començaren a construir noves cases fora dels murs del vell poble, presidit pel castell. També sorgiren carrers nous com el de la pujada del Tossal al segle xvii, o ja al segle xviii molts dels actuals, quedant constituïts com ho coneixem actualment a principis del segle xix.